# Izola

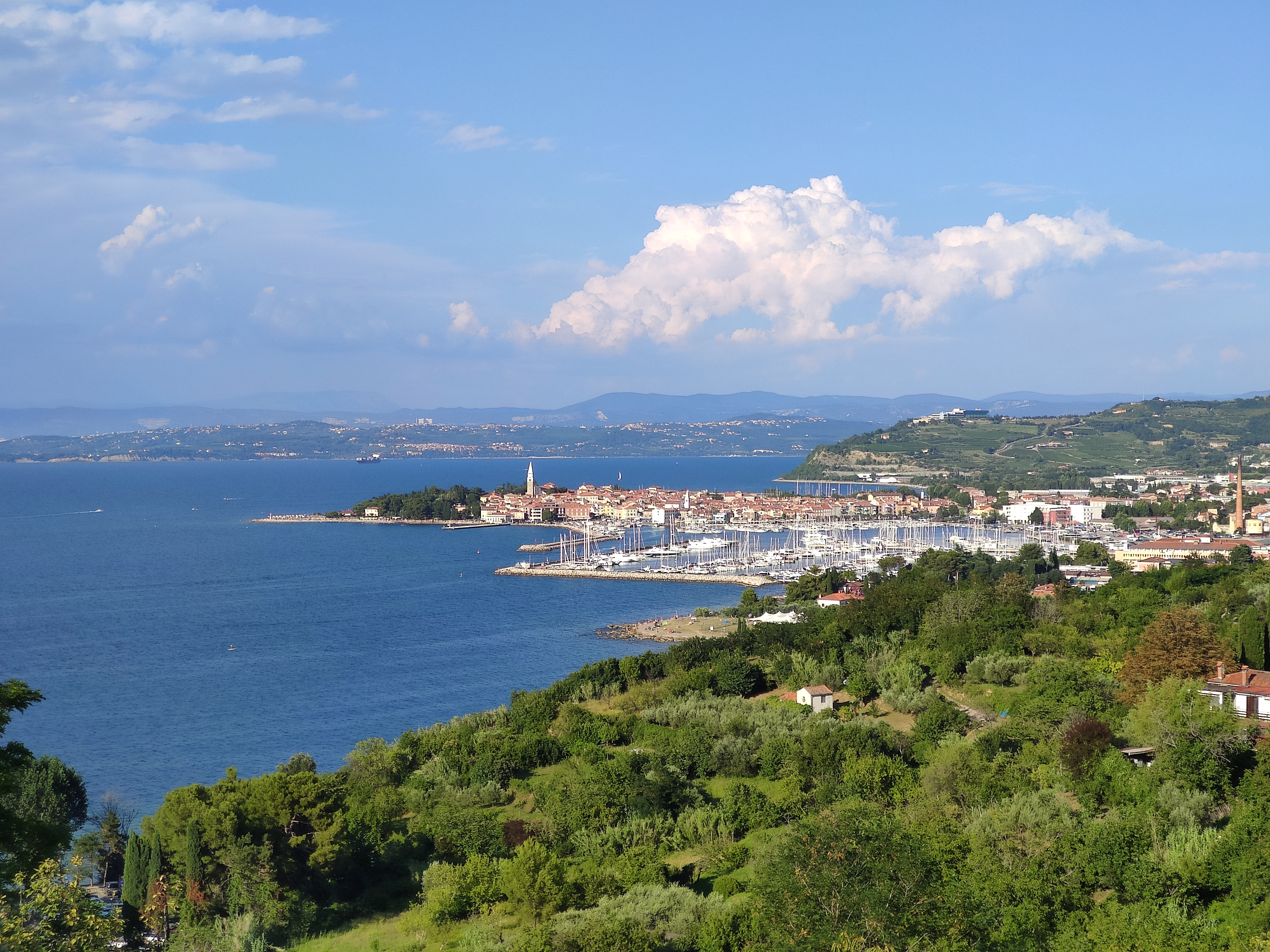
Blick auf Izola

Die Stadt Izola (italienisch Isola) ist der Hauptort der Gemeinde Izola an der adriatischen Küste Sloweniens, in der Region Primorska (Küstenland).
Italienisch gilt in Izola als anerkannte Minderheitensprache mit besonderem Schutz durch Art. 64 der slowenischen Verfassung.

## Geschichte
Die Altstadt liegt auf der ehemaligen Insel, auf die sich der Name der Stadt zurückführen lässt. Die Nähe der Insel zum Festland führte bereits im ersten Jahrhundert zur Besiedelung. Später wurde die Insel durch die Errichtung einer Steinbrücke mit dem Festland verbunden. Im Jahr 1253 erklärte Izola ihre Selbstständigkeit mit eigener Gesetzgebung und Regierung. Im 13. und 14. Jahrhundert führte dies zu Stadtkriegen mit den Konkurrenzstädten Koper und Piran. Ende des 13. Jahrhunderts erscheint der spätere Doge Giovanni Soranzo in den Quellen als Podestà von Isola.
Der Kartograph Pietro Coppo kam 1499 nach Izola und hat mehrere bekannte Werke geschrieben und Karten gezeichnet. Eines seiner letzten Werke war 'Del sito de Listria', aus dem sich eine in Stein gemeißelte Reproduktion seiner Karte Istriens im Park Pietro Coppo im Zentrum von Izola befindet.
Ab dem 13. Jahrhundert gehörte Izola zur Republik Venedig. Pasquale Besenghi degli Ughi ließ 1775 das stattlichste und prachtvollste Gebäude, den Besenghi-Palast, errichten. Er entstammte einer venezianischen Familie und erbte von seinem Vater die umfangreiche Bibliothek, welche noch immer etwa 3000 Bücher und einige Handschriften aus dem 16. und 17. Jahrhundert birgt.
Im Jahr 1797 übernahmen im Frieden von Campo Formio die Habsburger die Macht in Istrien, und Izola gehörte zur Habsburger Monarchie und wurde in das Kronland Küstenland eingegliedert. Anfang des 19. Jahrhunderts wurde die Stadtmauer abgerissen, um mit dem Abbruchmaterial das Meer zwischen Insel und Festland aufzuschütten. In dieser Zeit entdeckte der Mineralquellenforscher und Minorit Chiaro Vascotto im Jahr 1820 eine Mineralquelle in Izola. Danach veranlasste er, das Thermalbad des heiligen Petrus mit Hilfe einiger reicher Stadtbürger zu errichten. Das Mineralbad wurde im Jahr 1824 mit einem Saal für Tanz- und Musikveranstaltungen eröffnet. Vascotti sind sozusagen die Anfänge des Tourismus in Izola zu verdanken. Aus dem Bad wurde später ein Fischverarbeitungsbetrieb, auf dessen Gelände sich die Quelle befindet (Fabbrica Arrigoni, heute Fabrik Delamaris).
Gegen Ende des 19. Jahrhunderts war Izola ein blühendes Städtchen, wie der folgende Eintrag in Meyers Konversationslexikon beweist: „Isola, Marktflecken im österreichisch-illyrischen Küstenland (Istrien), Bezirkshauptmannschaft Capo d'Istria, auf einem ins Meer vorspringenden Felsen, mit Zollamt, vorzüglichem Weinbau, Schwefelbad, Hafen und (1880) 5580 Einwohner.“
Nach dem Ersten Weltkrieg fiel das Küstenland mit Izola an Italien, unter dessen Herrschaft es bis zur italienischen Kapitulation im Zweiten Weltkrieg 1943 verblieb. Nach dem Abzug der Italiener wurde die Stadt – wie auch die restlichen Gebiete des italienisch kontrollierten Istriens – von der deutschen Wehrmacht übernommen. Nach zwei Jahren unter nationalsozialistischer Herrschaft wurde Izola im April 1945 von jugoslawischen Partisanen befreit. Im Anschluss an den Zweiten Weltkrieg fiel die Stadt 1947 zunächst an das Freie Territorium Triest (Zone B) und mit dessen Auflösung 1954 an die jugoslawische Teilrepublik Slowenien.

## Tourismus
Mit seiner kleinen, bisher ursprünglich gebliebenen Altstadt direkt am Mittelmeer rückt Izola immer mehr in den touristischen Fokus, sodass in den Ausläufern der Stadt neue Apartmentgebäude und Hotels errichtet werden. Im Sommer finden mehrere Festivals und Kulturfeste in der Stadt statt. Izola verfügt über eine relativ große Marina. Weitere touristische Ziele liegen mit den Küstenstädten Piran und Koper in unmittelbarer Nähe.

## Sport
Bis zum Jahr 1996 existierte der 1923 gegründete Fußballverein NK Izola, welcher zur Zeit des Ligasystems der SFR Jugoslawien stets in unterklassigen Ligen gespielt hat, jedoch eine Teilnahme am UEFA-Cup der Saison 1992/1993 vorweisen kann. Der Verein wurde 1996 aufgrund von finanziellen Problemen aufgelöst und der im gleichen Jahr gegründete Verein MNK Izola gilt nicht als offizieller Nachfolger. MNK spielt heute in der dritten slowenischen Liga, erfreut sich jedoch noch einiger Anhängerschaft. Mit dem städtischen Stadion verfügt Izola über eine zur Einwohnerzahl verhältnismäßig große Sportanlage, in welcher in den späten 1990er und frühen 2000er Jahren Musikgrößen wie Iron Maiden, Deep Purple und Iggy Pop Konzerte gespielt haben.
Der Damen-Handballverein ZRK Izola spielt in der ersten slowenischen Liga und kann Europapokal-Teilnahmen vorweisen. Weiterhin gibt es einen Basketballverein.

## Persönlichkeiten
- Giuseppe Perentin (1906–1981), italienischer Schwimmer
- Giovanni Delise (1907–1947), italienischer Ruderer
- Nicolò Vittori (1909–1988), italienischer Ruderer
- Valerio Perentin (1909–1998), italienischer Ruderer
- Giliante D’Este (1910–1996), italienischer Ruderer
- Nino Benvenuti (1938–2025), italienischer Boxer
- Darko Milanič (* 1967), slowenischer Fußballspieler und -trainer
- Anton Žlogar (* 1977), slowenischer Fußballspieler
- Aleks Vlah (* 1997), slowenischer Handballspieler
- Tajda Lovšin (* 1998), slowenische Volleyball- und Beachvolleyballspielerin
- Ema Hrvatin (* 2000), slowenische Handballspielerin
- Toni Vodišek (* 2000), slowenischer Kitesurfer
- Martin Pečar (* 2002), slowenischer Fußballspieler
- Vit Hrabar (* 2006), slowenischer Basketballspieler